# Ada Hegerberg
Ada Martine Stolsmo Hegerberg (født 10. juli 1995) er en norsk professionel fodboldspiller, der spiller som angriber for Division 1 Féminine klubben Olympique Lyonnais. Hun har tidligere spillet for Kolbotn og Stabæk i Toppserien og for 1. FFC Turbine Potsdam i Bundesligaen.
Hegerberg har repræsenteret Norge på ungdomslandshold og fik sin debut på A-landsholdet i 2011. I 2013 var hun en del af det norske landshold, der vandt sølv ved EM i fodbold for kvinder 2013.
Hegerberg blev kåret som Europas bedste kvindelige fodboldspiller af UEFA, den 25. august 2016. Hun blev også den første modtager af kvindernes Ballon d'Or Féminin i 2018.
I januar 2020 pådrog sin en alvorlig korsbåndsskade der endte med at holde hende væk fra fodboldbanen frem til den 5. oktober 2021, hvor hun fik comeback mod svenske BK Häcken. I mellemtiden forlængede hun med Lyon frem til juni 2024.
Efter det norske landsholds skuffende præstation ved EM i Holland 2017 valgte Hegerberg at stoppe på A-landsholdet på ubestemt tid, grundet hendes utilfredshed med det norske fodboldforbunds behandling af kvindelandsholdet. Hun gjorde dog comeback, efter fem år, i landsholdstrøjen den 7. april 2022 mod Kosovo, hvor hun ovenikøbet scorede hattrick. 

## Hæder

### Klub
Stabæk
- Norgesmesterskabet i fodbold for kvinder: Vinder 2012

Lyon
- UEFA Women's Champions League: Vinder 2015–16, 2016–17
- Division 1 Féminine: Vinder 2014–15, 2015–16, 2016–17
- Coupe de France: Vinder 2014–15, 2015–16, 2016–17

### Individuel
- UEFA: 2016
- Sportsjournalistenes statuett (Årets norske sportsperson): 2016
- FIFPro: FIFA FIFPro World XI 2016[11]